# 雙四角錐反角柱
雙四角錐反角柱為92種詹森多面體（J17）中的其中一個，它可由一個正四角反角柱在兩端各連接一個大小相同的正四角錐（J1）面接合而成，或直接由正四角錐反角柱（J10）在底面增加一個正四面體，也可構成此立體。其與正八面體有一定的相似程度，僅差於中間的反角柱。這92種詹森多面體最早在1966年由諾曼·詹森命名並給予描述。